# 四日市ジャスコ誤認逮捕死亡事件
四日市ジャスコ誤認逮捕死亡事件（よっかいちジャスコごにんたいほしぼうじけん）は、2004年（平成16年）2月17日に三重県四日市市で発生した誤認逮捕により、68歳の男性が死亡した事件である。

## 事件内容
2004年（平成16年）2月17日、ジャスコ四日市尾平ショッピングセンター内のATMコーナーで、女性の財布を盗んだとして68歳の男性を店員や買い物客ら3人で取り押さえた。男性は居合わせた四日市南警察署警察官に引き渡されたが、その後死亡した。死因は「高度のストレスによる高血圧性心不全と不整脈」と発表された。2月18日に三重県警察は、被疑者死亡のまま男性を書類送検した。
2005年（平成17年）、三重県警察は店員や買い物客が男性を制圧している間に現場から立ち去った女性が映る防犯カメラ映像を公開した。県警は「女性が犯罪に関与したことは断定できない」としており、容疑事実を特定しない関係者画像の公開はグリコ・森永事件のキツネ目の男以来となる異例の措置であった。結局女性は逮捕されないまま、2011年（平成23年）2月17日午前0時、窃盗未遂事件における公訴時効が成立した。
同年5月に津地方検察庁は、男性の無実を認めて被疑者補償として1日分の最高額12,500円を遺族に支払うことを通知した。
同年9月、名古屋高等裁判所は三重県に約3,644万円の賠償を命じた。県警側は「制圧行為は必要で正当なものだった」という態度は崩さないままだった。

## 民事訴訟
2007年に男性の遺族は、警察官の度を超えた対応により男性が死亡したとして、三重県を相手取り約5,700万円の損害賠償を津地方裁判所に提訴した。三重県は、対応は適切として争う姿勢を示した。
2010年11月18日に津地方裁判所は、原告の訴えを一部認めて880万円の支払いを命じた。堀内照美裁判長は「制圧行為は必要かつ相当な限度を超え、違法」と判決して制圧行為の違法性を認めたが、死亡の因果関係は認めなかった。遺族は27日に控訴した。
2011年9月に名古屋高等裁判所は、控訴審判決で死亡の因果関係を認めなかった一審判決を変更し、三重県に約3,644万円の支払いを命じた。三重県は上告を断念して判決が確定した。